# Philosophie japonaise
Il est possible de définir la philosophie japonaise (日本哲学, Nihon tetsugaku) de différentes manières. 
- La première consiste à dire qu'il s'agit de la pratique de la philosophie occidentale par des universitaires après la modernisation de l'Ère Meiji (période durant laquelle le Japon a importé la philosophie occidentale). De même que le mot  philosophie, le mot japonais tetsugaku (哲学?), créé par Nishi Amane, signifie « étude de la sagesse ».
- La deuxième consiste à dire qu'il s'agit de tout élément proprement philosophique (en fonction de la définition que l'on donne de la philosophie) que l'on peut trouver dans la pensée nippone, et cela même avant l'Ère Meiji (moment où le Japon s'ouvre aux sciences et à la philosophie occidentale).
- Enfin, la troisième consiste à dire qu'il existe une philosophie typiquement japonaise, liée à une façon de penser proprement nippone, et c'est ce que l'on désignerait alors comme philosophie japonaise (voir à ce propos les considérations des représentants de l'École de Kyoto).

La philosophie japonaise se situe dans le prolongement de la philosophie chinoise, le plus généralement par l'importation, par la Corée, de la culture chinoise durant le Moyen Âge. Le Japon s'est en effet approprié le Bouddhisme et le Confucianisme. La religion traditionnelle nippone, le Shintoïsme, est entrée en dialogue avec ces différentes traditions importées.

## Bouddhisme de l'École de Kyoto
L'École de Kyoto, dont le père fondateur est Kitarō Nishida, est la première école de philosophie japonaise fondée après l'Ère Meiji.

## Arts martiaux
Les arts martiaux japonais se sont développés comme des pratiques spirituelles philosophiques, le Budō. Le Budō a été fortement influencé par la pensée zen, même s'il existe des exceptions. Par exemple, Morihei Ueshiba, le fondateur de l'Aikido, fut principalement influencé par la pensée Shinto.
Les arts martiaux japonais qui se rattachent à une philosophie comportent dans leur nomination "dô", qui veut dire la voie. Ainsi le Bushidô est la voie du guerrier, le Kendô la voie du sabre c'est-à-dire l'art du samouraï.
La voie qui rassemble les arts martiaux est donc le Bushidô, à l'intérieur gravite plusieurs arts. Et au Japon le plus important est le Kendô, la voie du sabre qui s'est érigée et développée à l'époque des samouraïs, après la fin de l'ère Meiji, cette caste s'est affaiblie et le Kendô s'est alors développé comme un art pour continuer à entraîner son corps et son âme au principe du guerrier.
Le Kendô a eu aussi de grands penseurs en son sein qui l'ont spiritualisé, comme Jôchô Yamamoto du clan Nabeshima qui fut à l'origine de la rédaction par un disciple du Hagakuré(dont il est fait mention dans le film Ghost Dog : La Voie du samouraï par exemple). Le Hagakuré est un ouvrage pratique, moral qui fut longtemps gardé secret par le clan Nabeshima pour former ses jeunes guerriers et éviter que d'autres clans ne se l'approprient. 
Puis il fut utilisé lors de la seconde guerre mondiale à des fins idéologiques et politiques, et surtout pour aider la détermination des pilotes-kamikazes. Un auteur récent, d'ailleurs, le prolongera, Yukio Mishima, grand écrivain japonais. Il fut le dernier japonais à pratiquer le rituel du seppuku pour mettre fin à ses jours en déclarant la corruption de sa société par la culture américaine, son suicide marqua le pays et le monde entier.
Un autre grand auteur et samouraï, du nom de Miyamoto Musashi, développa la pensée japonaise sur les arts martiaux. Il fut le plus grand samouraï de son époque, invaincu dans 60duels à mort et d'autres où il poussa son adversaire à admettre sa défaite. A 13ans il fit son premier duel et de là commence son périple solitaire jusqu'à la fin de ses jours, où il décida d'écrire son œuvre, le Livre des cinq Roues,où il préconise aux guerriers de ne pas s'habituer à une arme en particulier, mais à devenir autonome et indépendant face au choix de l'arme à employer pour terrasser l'adversaire, et surtout au choix tactique. Il fut un grand stratège.
Pour en revenir au Kendô, il y a une scission très nette entre l'ancien et le nouveau kendo qui s'effectue au moment de l'après guerre(1945). La pratique du Kendo fut interdite par les américains trouvant cet art très dangereux car les guerriers japonais y trouvent une détermination inflexible et une volonté de fer. L'empereur a tout  de même négocié que dans son palais demeure le seul dojo du Japon, il rassembla ainsi les 10plus grands maîtres pour qu'ils développent et communiquent entre eux les techniques de leur dojo, ensuite la fédération de kendo japonaise fut créée, et les 10 grands maîtres japonais repartirent dans leur dojo respectif pour étendre leur enseignement et le propager dans le monde entier. Des disciples des grands maîtres allèrent en Amérique, en Europe, des dojos s'implantèrent un peu partout. Et ce fut l'apogée du Kendô.